# Frank Lubin
Frank Lubin   (Los Angeles, 7 de gener de 1910 - Glendale, 8 de juliol de 1999) fou un jugador de bàsquet estatunidenc que va competir durant la dècada de 1930.
Va néixer a Los Angeles, Califòrnia, en el sí d'una família d'immigrants lituans. Començà a jugar a bàsquet mentre estudiava al Lincoln High School. Malgirbat i descoordinat, va lluitar per millorar el seu joc i finalment va ser nomenat al segon equip de l'All-City com a sènior el 1927. Entre 1928 i 1931 va jugar a l'equip de bàsquet de la Universitat de Califòrnia a Los Angeles. Posteriorment va formar part de l'equip que patrocinava la factoria de cine Twentieth Century Fox a la lliga amateur de bàsquet.
El 1936 va prendre part en els Jocs Olímpics d'Estiu de Berlín, on guanyà la medalla d'or en la competició de bàsquet. Durant aquests Jocs va ser convidat a anar a Lituània, on fou escollit com a primer entrenador de la selecció nacional. El 1939, fent de jugador-entrenador, va guanyar el Campionat d'Europa.
Quan va esclatar la Segona Guerra Mundial es trobava a Itàlia entrenant un equip femení de Lituània. Un cop arribat a Lituània va fugir amb la seva família a Califòrnia, on va continuar jugant a l'equip de la 20th Century Fox fins al 1955, quan els problemes de genoll l'obligaren a retirar-se. Sovint és anomenat l'avi del bàsquet a Lituània.